# Bradáček srdčitý

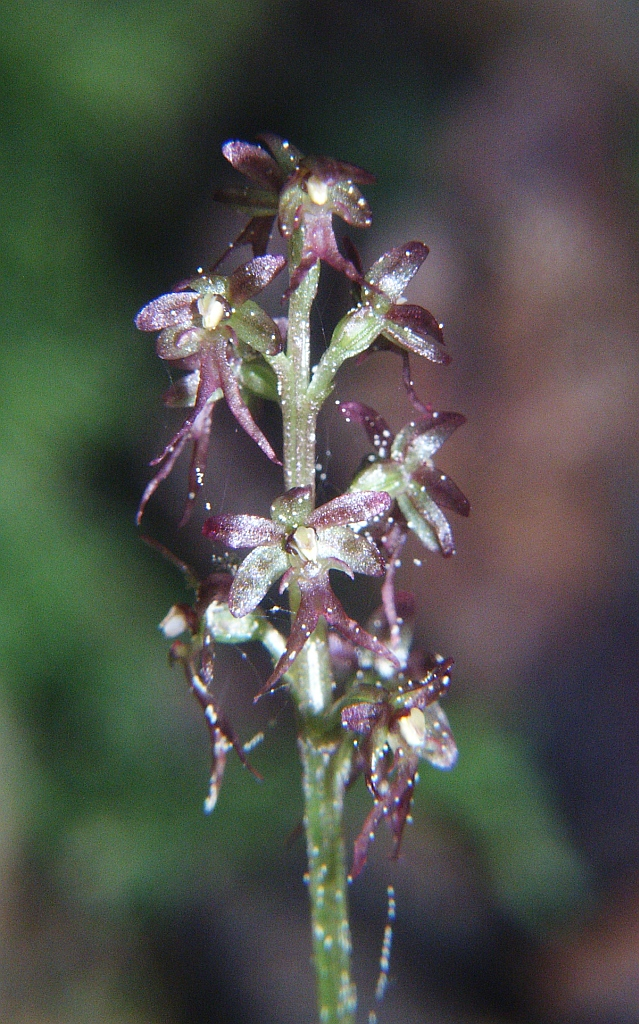
Květenství

Bradáček srdčitý (Listera cordata) je jednou z nejmenších i nejvzácnější orchidejí v české přírodě. Tato vytrvalá, nenápadná, ne více než 20 cm vysoká bylina kvetoucí snadno přehlédnutelnými nazelenalými květy, je jedním ze dvou druhů rodu bradáček rostoucích v České republice. Na rozdíl od příbuzného bradáčku vejčitého, považovaného za jednu z nejrozšířenějších českých orchidejí, patří k nejohroženějším. Podle novějších výzkumů je rod bradáček součásti rodu hlístník (Neottia).

## Rozšíření
Vyskytuje se v rozsáhlém, nesouvislém cirkumpolárním areálu Evropy, Asie i Severní Ameriky. Po Evropě je rozšířen hlavně v chladnější zóně od Islandu, Britských ostrovů a Skandinávie až po Ural a Kavkaz na východě. V teplejší střední a jižní Evropě se vyskytuje řídce a velmi roztříštěně, převážně v pohořích Pyreneje, Alpy, Sudety, Karpaty a na Balkáně, kde je v Řecku nejjižnější evropské místo výskytu. V Asii roste ostrůvkovitě od Uralu přes Sibiř až po ruský Dálný východ s přesahem do Japonska. V Severní Americe se vyskytuje na Aljašce, v Grónsku, Kanadě i ve Spojených státech.
V České republice má ostrůvkovitý areál soustředěn do oblasti pohraničních hor, hlavně na Šumavu, Krkonoše, Krušné hory, Králický Sněžník a Hrubý Jeseník. Ojediněle se vyskytne i v Doupovských, Jizerských i Orlických horách a v Karpatech.

## Ekologie
Roste na mokrých, slabě kyselých, na živiny chudých půdách rašelinného typu. Stanoviště se nejčastěji nacházejí ve stinných, podmáčených smrčinách a po okrajích rašelinišť a vrchovišť se silně vyvinutým porostem mechů. Vyskytuje se při horní hranici lesa a ve spodních polohách montánního stupně, v nižších výškách roste jen vzácně, obvykle se nalézá od 1000 do 1500 m n. m. Kvete od května do července, opylován je hmyzem.

## Popis
Vytrvalá rostlina se subtilní lodyhou vyrůstající do výše nejvýše 15 až 20 cm. Roste z tenkého, hluboko v zemi uloženého oddenku s málo četnými jemnými kořínky Lodyha je přímá, lysá, světle zelená, jen pod listy a v horní části je zpravidla nafialovělá. V dolní části lodyhy bývají jen dva vstřícné, kolmo odstálé, žilnaté listy srdčitého nebo zaobleně trojúhelníkovitého tvaru velké nejvýše 3 x 2 cm, které jsou lysé, na líci lesklé, rubu nasivělé a na konci tupě špičaté.
Na konci lodyhy vyrůstá nejvýše 6 cm dlouhý, chudokvětý hrozen s 5 až 15 nevýraznými, drobnými, doširoka otevřeným, zvenčí žlutozelenými a zevnitř nafialovělými květy. Okvětních lístků je šest ve dvou kruzích, pět je dlouhých asi 2 mm a jsou rozestálé. Šestý, tzv. pysk je asi 5 mm dlouhý, dolu svěšený, vpředu hluboce rozeklaný do dvou laloků a na bázi má dva výrůstky produkující nektar; s ohledem na velikost květu se nektaru tvoří poměrně hodně. Sloupek s prašníkem obsahuje dvě brylky. Semeník se dvěma bliznami je na zkroucené stopce a při tvorbě semen se po opylení zřetelně nafoukne. Pyl květu dozrává dříve, než jeho blizny.
Plod je asi 5 mm velká, žlábkovitá, šikmo vzhůru směřující tobolka s množstvím velmi drobných semen, která pro své klíčen potřebují mykorhizu.

## Rozmnožování
Do blízkého okolí se rostliny za příznivých okolností šíří tenkými, v mechu rostoucími odnožemi vytvářející zárodečné pupeny, z nichž vyrůstají nové rostliny. Na vzdálená místa se může rozšířit semeny, která roznáší vítr. Jsou velmi drobná a neobsahují živiny potřebné k růstu embrya, v semenáček se může vyvinout jen při symbióze s podhoubím mykorhizní houby. Pravděpodobnost takového setkání za současně vhodných přírodních podmínek je ovšem velmi malá a vysvětluje velké množství vyprodukovaných semen. Po vyrašení listů je rostlina schopná růst i bez houby.

## Ohrožení
Bradáček srdčitý je zákonem chráněným druhem zařazeným ve "Vyhlášce MŽP ČR č. 395/1992 Sb. ve znění vyhl. č. 175/2006 Sb.", stejně jako v "Červeném seznamu cévnatých rostlin České republiky" z roku 2012, do kategorie kriticky ohrožené druhy (§1, C1t).
Jeho ústup z české krajiny je zaviněn převážně likvidací vhodných biotopů. Velmi škodlivé jsou kyselé imise i následné vápnění ovlivňující půdní mykofloru, holosečné těžby dřeva, plošné destrukce smrčin při kůrovcové kalamitě i změna druhové skladby původního lesa. Pro jeho přežití je zásadní zachování jeho současných biotopů v neporušené podobě; nyní jsou téměř všechny zahrnuty pod zákonnou ochranu formou chráněných území.

## Galerie

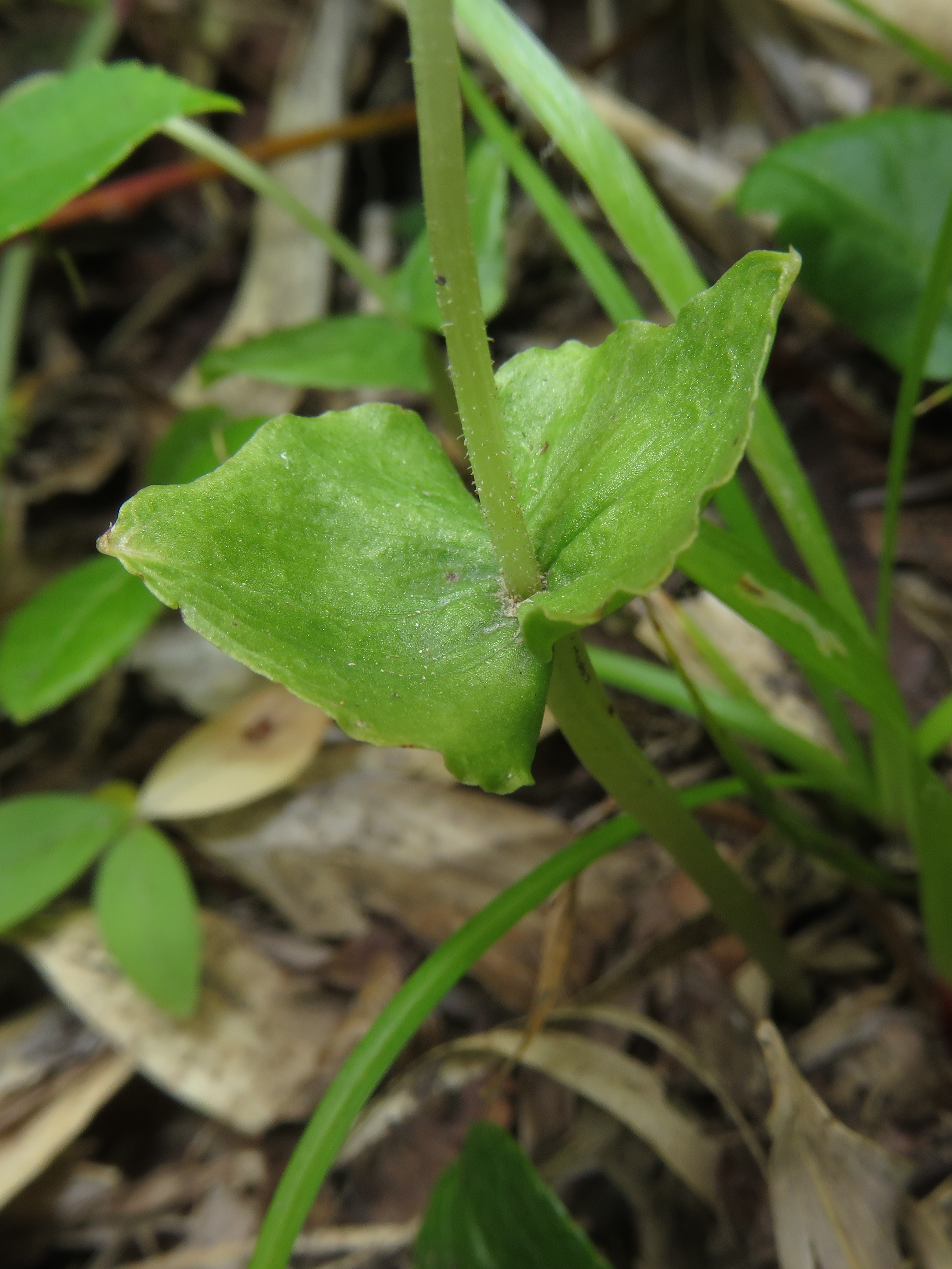
Listy
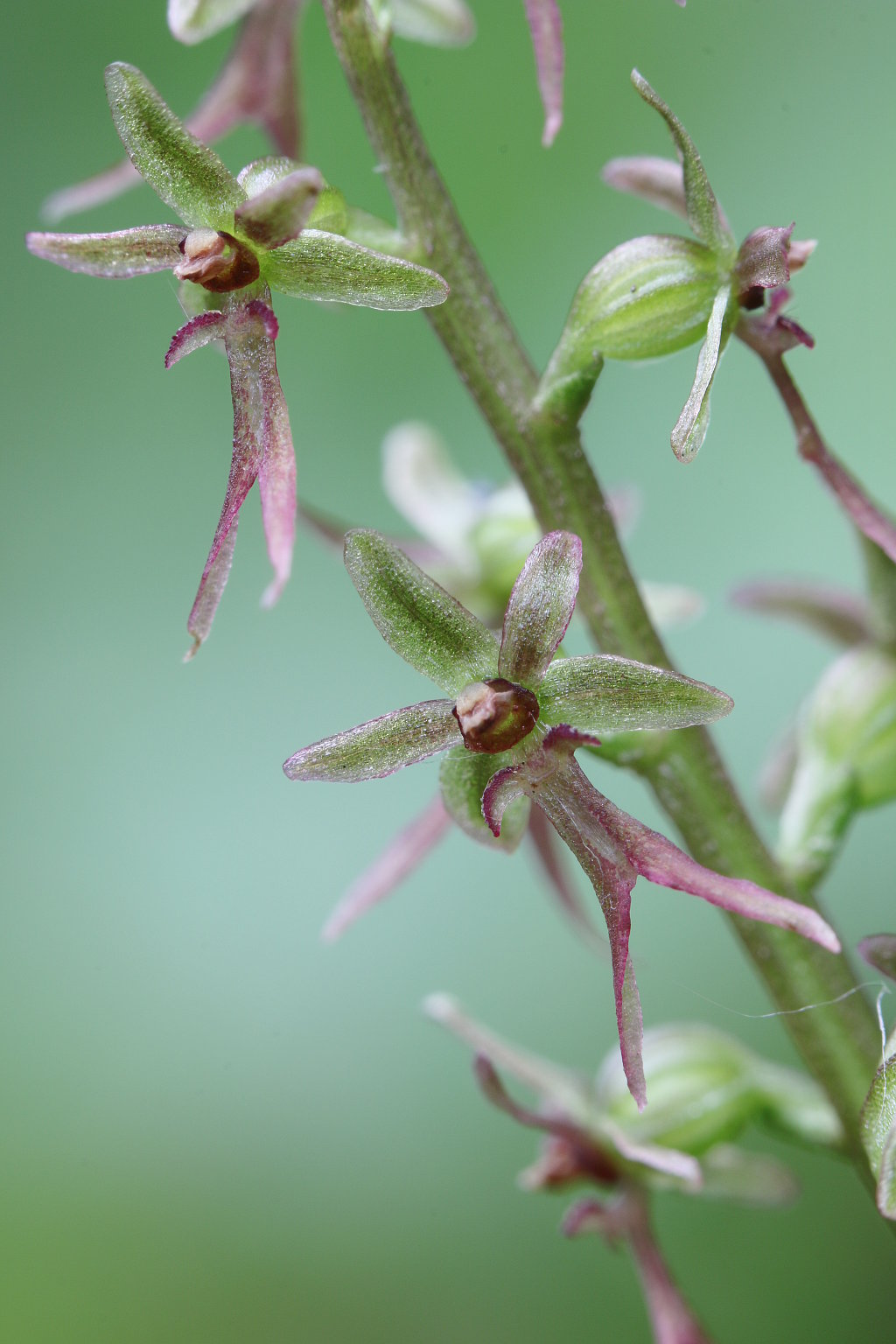
Květy
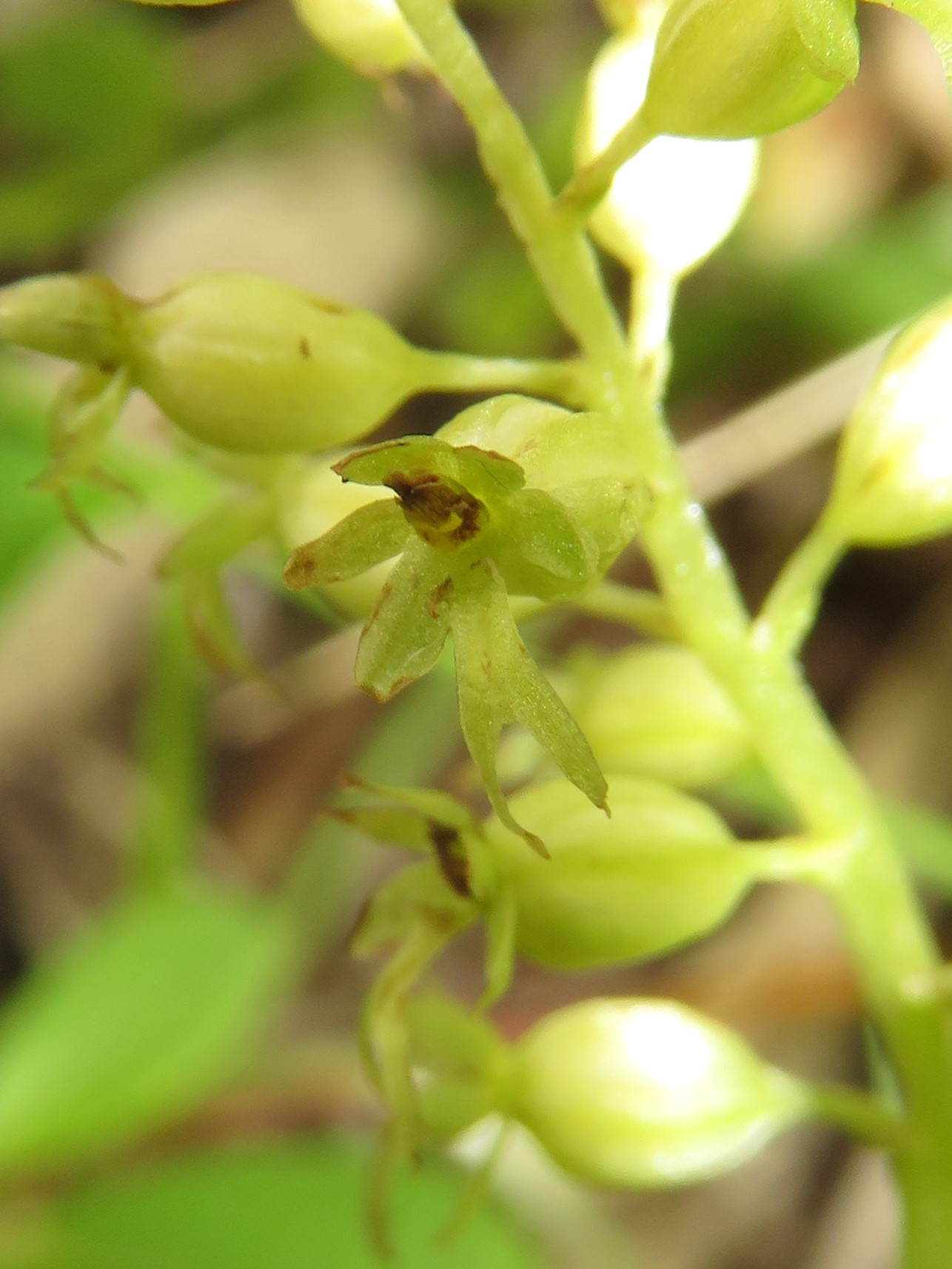
Opylené květy